# FA Cup 1974-75
La FA Cup 1974-75 fue la nonagésimo cuarta edición de la competición copera más antigua del mundo, la Football Association Challenge Cup, más conocida como FA Cup. El equipo londinense de West Ham United se coronó campeó al derrotar al Fulham, también de Londres, en la final, disputada en el estadio de Wembley ante 100 000 espectadores.

## Resultados

### Primera Ronda
| Partido    | Local                    | Resultado | Visitante           | Fecha                   | Espectadores |
| ---------- | ------------------------ | --------- | ------------------- | ----------------------- | ------------ |
| 1          | Ashford Town (Kent)      | 1–3       | Walsall             | 27 de noviembre de 1974 | 2,700        |
| 2          | Chesterfield             | 3–1       | Boston United       | 23 de noviembre de 1974 | 6,314        |
| 3          | Darlington               | 1–0       | Workington          | 23 de noviembre de 1974 |              |
| 4          | Dartford                 | 2–3       | Plymouth Argyle     | 23 de noviembre de 1974 | 4,384        |
| 5          | Hartlepool               | 1–0       | Bradford City       | 23 de noviembre de 1974 | 3,677        |
| 6          | AFC Bournemouth          | 5–0       | Southwick           | 23 de noviembre de 1974 |              |
| 7          | Bury                     | 4–2       | Southport           | 23 de noviembre de 1974 |              |
| 8          | Farsley Celtic           | 0–2       | Tranmere Rovers     | 23 de noviembre de 1974 |              |
| 9          | Rochdale                 | 0–0       | Marine              | 23 de noviembre de 1974 |              |
| Replay     | Marine                   | 1–2       | Rochdale            | 27 November 1974        | 2,540        |
| 10         | Watford                  | 0–1       | Colchester United   | 23 de noviembre de 1974 |              |
| 11         | Grimsby Town             | 1–0       | Huddersfield Town   | 23 de noviembre de 1974 |              |
| 12         | Crewe Alexandra          | 2–2       | Gateshead United    | 23 de noviembre de 1974 |              |
| Replay     | Gateshead United         | 1–0       | Crewe Alexandra     | 25 November 1974        | 6,000        |
| 13         | Swindon Town             | 4–0       | Reading             | 23 de noviembre de 1974 | 13,365       |
| 14         | Shrewsbury Town          | 1–1       | Wigan Athletic      | 23 de noviembre de 1974 |              |
| Replay     | Wigan Athletic           | 2–1       | Shrewsbury Town     | 25 November 1974        | 11,860       |
| 15         | Bishop Auckland          | 5–0       | Morecambe           | 23 de noviembre de 1974 |              |
| 16         | Stockport County         | 0–0       | Stafford Rangers    | 23 de noviembre de 1974 |              |
| Replay     | Stafford Rangers         | 1–0       | Stockport County    | 26 November 1974        | 5,630        |
| 17         | Wycombe Wanderers        | 3–1       | Cheltenham Town     | 23 de noviembre de 1974 |              |
| 18         | Barnsley                 | 1–2       | Halifax Town        | 23 de noviembre de 1974 |              |
| 19         | Brighton & Hove Albion   | 3–1       | Aldershot           | 23 de noviembre de 1974 |              |
| 20         | Hitchin Town             | 0–0       | Cambridge United    | 23 de noviembre de 1974 |              |
| Replay     | Cambridge United         | 3–0       | Hitchin Town        | 26 November 1974        | 2,827        |
| 21         | Wimbledon                | 1–0       | Bath City           | 23 de noviembre de 1974 |              |
| 22         | Exeter City              | 1–2       | Newport County      | 23 de noviembre de 1974 |              |
| 23         | Scunthorpe United        | 1–1       | Altrincham          | 23 de noviembre de 1974 |              |
| Replay     | Altrincham               | 3–1       | Scunthorpe United   | 25 November 1974        |              |
| 24         | Blyth Spartans           | 1–1       | Preston North End   | 23 de noviembre de 1974 | 8,500        |
| Replay     | Preston North End        | 5–1       | Blyth Spartans      | 26 November 1974        | 10,101       |
| 25         | Mansfield Town           | 3–1       | Wrexham             | 23 de noviembre de 1974 |              |
| 26         | Port Vale                | 2–2       | Lincoln City        | 23 de noviembre de 1974 |              |
| Replay     | Lincoln City             | 2–0       | Port Vale           | 27 November 1974        | 6,824        |
| 27         | Matlock Town             | 1–4       | Blackburn Rovers    | 23 de noviembre de 1974 |              |
| 28         | Oswestry Town            | 1–3       | Doncaster Rovers    | 23 de noviembre de 1974 |              |
| 29         | Torquay United           | 0–1       | Northampton Town    | 23 de noviembre de 1974 |              |
| 30         | Hereford United          | 1–0       | Gillingham          | 26 de noviembre de 1974 | 7,362        |
| 31         | Bishop's Stortford       | 0–0       | Leatherhead         | 23 de noviembre de 1974 |              |
| Replay     | Leatherhead              | 2–0       | Bishop's Stortford  | 26 November 1974        | 1,775        |
| 32         | Rotherham United         | 1–0       | Chester             | 23 de noviembre de 1974 |              |
| 33         | Romford                  | 0–2       | Ilford              | 23 de noviembre de 1974 |              |
| 34         | Tooting & Mitcham United | 1–2       | Crystal Palace      | 27 de noviembre de 1974 | 10,000       |
| 35         | Peterborough United      | 0–0       | Weymouth            | 23 de noviembre de 1974 | 8,984        |
| Replay     | Weymouth                 | 3–3       | Peterborough United | 4 December 1974         | 4,009        |
| 2nd replay | Peterborough United      | 3–0       | Weymouth            | 9 December 1974         | 9,077        |
| 36         | Chelmsford City          | 0–1       | Charlton Athletic   | 23 de noviembre de 1974 |              |
| 37         | Nuneaton Borough         | 2–2       | Maidstone United    | 23 de noviembre de 1974 |              |
| Replay     | Maidstone United         | 2–0       | Nuneaton Borough    | 26 November 1974        | 4,101        |
| 38         | Slough Town              | 1–4       | Brentford           | 23 de noviembre de 1974 |              |
| 39         | Swansea City             | 1–1       | Kettering Town      | 26 de noviembre de 1974 | 3,175        |
| Replay     | Kettering Town           | 3–1       | Swansea City        | 2 December 1974         | 5,973        |
| 40         | AP Leamington            | 1–2       | Southend United     | 23 de noviembre de 1974 | 3,000        |

### Segunda Ronda
| Partido | Local                  | Resultado | Visitante         | Fecha                   | Espectadores |
| ------- | ---------------------- | --------- | ----------------- | ----------------------- | ------------ |
| 1       | Chesterfield           | 1–0       | Doncaster Rovers  | 14 de diciembre de 1974 | 5,267        |
| 2       | Hartlepool             | 0–0       | Lincoln City      | 14 de diciembre de 1974 | 2,838        |
| Replay  | Lincoln City           | 1–0       | Hartlepool        | 17 December 1974        | 4,985        |
| 3       | Rochdale               | 1–1       | Tranmere Rovers   | 14 de diciembre de 1974 |              |
| Replay  | Tranmere Rovers        | 1–0       | Rochdale          | 16 December 1974        | 3,244        |
| 4       | Blackburn Rovers       | 1–0       | Darlington        | 14 de diciembre de 1974 |              |
| 5       | Grimsby Town           | 1–1       | Bury              | 14 de diciembre de 1974 |              |
| Replay  | Bury                   | 2–1       | Grimsby Town      | 17 December 1974        |              |
| 6       | Stafford Rangers       | 2–1       | Halifax Town      | 14 de diciembre de 1974 |              |
| 7       | Swindon Town           | 3–1       | Maidstone United  | 14 de diciembre de 1974 | 10,016       |
| 8       | Bishop Auckland        | 0–2       | Preston North End | 14 de diciembre de 1974 |              |
| 9       | Ilford                 | 0–2       | Southend United   | 14 de diciembre de 1974 | 3,486        |
| 10      | Wycombe Wanderers      | 0–0       | AFC Bournemouth   | 14 de diciembre de 1974 |              |
| Replay  | AFC Bournemouth        | 1–2       | Wycombe Wanderers | 18 December 1974        | 5,407        |
| 11      | Brighton & Hove Albion | 1–0       | Brentford         | 14 de diciembre de 1974 |              |
| 12      | Plymouth Argyle        | 2–1       | Crystal Palace    | 14 de diciembre de 1974 | 17,473       |
| 13      | Wimbledon              | 2–0       | Kettering Town    | 14 de diciembre de 1974 |              |
| 14      | Altrincham             | 3–0       | Gateshead United  | 14 de diciembre de 1974 |              |
| 15      | Newport County         | 1–3       | Walsall           | 14 de diciembre de 1974 |              |
| 16      | Rotherham United       | 2–1       | Northampton Town  | 14 de diciembre de 1974 |              |
| 17      | Wigan Athletic         | 1–1       | Mansfield Town    | 14 de diciembre de 1974 |              |
| Replay  | Mansfield Town         | 3–1       | Wigan Athletic    | 16 December 1974        | 11,249       |
| 18      | Peterborough United    | 3–0       | Charlton Athletic | 14 de diciembre de 1974 | 9,642        |
| 19      | Leatherhead            | 1–0       | Colchester United | 14 de diciembre de 1974 |              |
| 20      | Cambridge United       | 2–0       | Hereford United   | 14 de diciembre de 1974 |              |

### Tercera Ronda
| Partido   | Local                   | Resultado | Visitante            | Fecha              | Espectadores |
| --------- | ----------------------- | --------- | -------------------- | ------------------ | ------------ |
| 1         | Burnley                 | 0–1       | Wimbledon            | 4 de enero de 1975 |              |
| 2         | Bury                    | 2–2       | Millwall             | 4 de enero de 1975 |              |
| Replay    | Millwall                | 1–1       | Bury                 | 7 January 1975     | 10,274       |
| 2° replay | Bury                    | 2–0       | Millwall             | 13 January 1975    | 4,000        |
| 3         | Liverpool               | 2–0       | Stoke City           | 4 de enero de 1975 | 48,723       |
| 4         | Preston North End       | 0–1       | Carlisle United      | 4 de enero de 1975 |              |
| 5         | Southampton             | 1–2       | West Ham United      | 4 de enero de 1975 | 24,615       |
| 6         | Leicester City          | 3–1       | Oxford United        | 4 de enero de 1975 |              |
| 7         | Notts County            | 3–1       | Portsmouth           | 3 de enero de 1975 | 14,723       |
| 8         | Nottingham Forest       | 1–1       | Tottenham Hotspur    | 4 de enero de 1975 | 23,355       |
| Replay    | Tottenham Hotspur       | 0–1       | Nottingham Forest    | 8 January 1975     | 27,996       |
| 9         | Blackburn Rovers        | 1–2       | Bristol Rovers       | 4 de enero de 1975 |              |
| 10        | Bolton Wanderers        | 0–0       | West Bromwich Albion | 4 de enero de 1975 |              |
| Replay    | West Bromwich Albion    | 4–0       | Bolton Wanderers     | 8 January 1975     | 21,210       |
| 11        | Wolverhampton Wanderers | 1–2       | Ipswich Town         | 4 de enero de 1975 | 28,542       |
| 12        | Sunderland              | 2–0       | Chesterfield         | 4 de enero de 1975 | 34,268       |
| 13        | Stafford Rangers        | 0–0       | Rotherham United     | 4 de enero de 1975 | 8,000        |
| Replay    | Rotherham United        | 0–2       | Stafford Rangers     | 7 January 1975     | 11,262       |
| 14        | Luton Town              | 0–1       | Birmingham City      | 4 de enero de 1975 | 17,543       |
| 15        | Everton                 | 1–1       | Altrincham           | 4 de enero de 1975 | 34,519       |
| Replay    | Altrincham              | 0–2       | Everton              | 7 January 1975     | 35,530       |
| 16        | Swindon Town            | 2–0       | Lincoln City         | 4 de enero de 1975 | 11,971       |
| 17        | Sheffield United        | 2–0       | Bristol City         | 4 de enero de 1975 |              |
| 18        | Wycombe Wanderers       | 0–0       | Middlesbrough        | 4 de enero de 1975 | 12,000       |
| Replay    | Middlesbrough           | 1–0       | Wycombe Wanderers    | 7 January 1975     | 30,128       |
| 19        | Manchester City         | 0–2       | Newcastle United     | 4 de enero de 1975 | 37,625       |
| 20        | Fulham                  | 1–1       | Hull City            | 4 de enero de 1975 | 8,897        |
| Replay    | Hull City               | 2–2       | Fulham               | 7 January 1975     | 11,850       |
| 2° replay | Fulham                  | 1–0       | Hull City            | 13 January 1975    | 4,929        |
| 21        | Coventry City           | 2–0       | Norwich City         | 4 de enero de 1975 |              |
| 22        | Brighton & Hove Albion  | 0–1       | Leatherhead          | 4 de enero de 1975 |              |
| 23        | Manchester United       | 0–0       | Walsall              | 4 de enero de 1975 | 43,353       |
| Replay    | Walsall                 | 3–2       | Manchester United    | 7 January 1975     | 18,105       |
| 24        | Plymouth Argyle         | 2–0       | Blackpool            | 4 de enero de 1975 | 23,143       |
| 25        | Oldham Athletic         | 0–3       | Aston Villa          | 4 de enero de 1975 |              |
| 26        | Chelsea                 | 3–2       | Sheffield Wednesday  | 4 de enero de 1975 | 24,679       |
| 27        | Southend United         | 2–2       | Queens Park Rangers  | 4 de enero de 1975 | 18,100       |
| Replay    | Queens Park Rangers     | 2–0       | Southend United      | 7 January 1975     | 21,484       |
| 28        | Mansfield Town          | 1–0       | Cambridge United     | 4 de enero de 1975 |              |
| 29        | Arsenal                 | 1–1       | York City            | 4 de enero de 1975 |              |
| Replay    | York City               | 1–3       | Arsenal              | 7 January 1975     | 15,362       |
| 30        | Leeds United            | 4–1       | Cardiff City         | 4 de enero de 1975 | 31,572       |
| 31        | Peterborough United     | 1–0       | Tranmere Rovers      | 4 de enero de 1975 | 9,942        |
| 32        | Orient                  | 2–2       | Derby County         | 4 de enero de 1975 | 12,490       |
| Replay    | Derby County            | 2–1       | Orient               | 8 January 1975     | 26,501       |

### Cuarta Ronda
| Encuentro | Local               | Resultado | Visitante            | Fecha               | Espectadores |
| --------- | ------------------- | --------- | -------------------- | ------------------- | ------------ |
| 1         | Bury                | 1–2       | Mansfield Town       | 25 de enero de 1975 |              |
| 2         | Walsall             | 1–0       | Newcastle United     | 25 de enero de 1975 | 19,998       |
| 3         | Leatherhead         | 2–3       | Leicester City       | 25 de enero de 1975 | 32,000       |
| 4         | Aston Villa         | 4–1       | Sheffield United     | 25 de enero de 1975 |              |
| 5         | Middlesbrough       | 3–1       | Sunderland           | 25 de enero de 1975 | 39,400       |
| 6         | Derby County        | 2–0       | Bristol Rovers       | 27 de enero de 1975 | 27,980       |
| 7         | Stafford Rangers    | 1–2       | Peterborough United  | 25 de enero de 1975 | 31,160       |
| 8         | Ipswich Town        | 1–0       | Liverpool            | 25 de enero de 1975 | 34,709       |
| 9         | Queens Park Rangers | 3–0       | Notts County         | 24 de enero de 1975 | 23,428       |
| 10        | Fulham              | 0–0       | Nottingham Forest    | 28 de enero de 1975 | 14,846       |
| Replay    | Nottingham Forest   | 1–1       | Fulham               | 3 Febrero 1975      | 25,361       |
| 2°replay  | Fulham              | 1–1       | Nottingham Forest    | 5 Febrero 1975      | 11,920       |
| 3° replay | Nottingham Forest   | 1–2       | Fulham               | 10 Febrero 1975     | 23,240       |
| 11        | Coventry City       | 1–1       | Arsenal              | 25 de enero de 1975 |              |
| Replay    | Arsenal             | 3–0       | Coventry City        | 29 Enero 1975       | 30,867       |
| 12        | West Ham United     | 1–1       | Swindon Town         | 25 de enero de 1975 | 35,679       |
| Replay    | Swindon Town        | 1–2       | West Ham United      | 28 Enero 1975       | 27,749       |
| 13        | Plymouth Argyle     | 1–3       | Everton              | 25 de enero de 1975 | 38,000       |
| 14        | Carlisle United     | 3–2       | West Bromwich Albion | 25 de enero de 1975 |              |
| 15        | Chelsea             | 0–1       | Birmingham City      | 25 de enero de 1975 | 36,650       |
| 16        | Leeds United        | 0–0       | Wimbledon            | 25 de enero de 1975 | 46,230       |
| Replay    | Wimbledon           | 0–1       | Leeds United         | 10 Febrero 1975     | 45,071       |

### Quinta Ronda
| Partido   | Local               | Resultado | Visitante           | Fecha                 | Espectadores |
| --------- | ------------------- | --------- | ------------------- | --------------------- | ------------ |
| 1         | Derby County        | 0–1       | Leeds United        | 18 de febrero de 1975 | 35,298       |
| 2         | Everton             | 1–2       | Fulham              | 15 de febrero de 1975 | 45,233       |
| 3         | Ipswich Town        | 3–2       | Aston Villa         | 15 de febrero de 1975 | 31,297       |
| 4         | West Ham United     | 2–1       | Queens Park Rangers | 15 de febrero de 1975 | 39,193       |
| 5         | Mansfield Town      | 0–1       | Carlisle United     | 15 de febrero de 1975 |              |
| 6         | Arsenal             | 0–0       | Leicester City      | 15 de febrero de 1975 |              |
| Replay    | Leicester City      | 1–1       | Arsenal             | 19 Febrero 1975       | 35,000       |
| 2° replay | Leicester City      | 0–1       | Arsenal             | 24 Febrero 1975       | 39,025       |
| 7         | Peterborough United | 1–1       | Middlesbrough       | 15 de febrero de 1975 | 25,750       |
| Replay    | Middlesbrough       | 2–0       | Peterborough United | 18 Febrero 1975       | 34,303       |
| 8         | Birmingham City     | 2–1       | Walsall             | 15 de febrero de 1975 | 45,881       |

### Sexta Ronda
| 8 de marzo de 1975 | Ipswich Town | 0–0 | Leeds United | Portman Road, Ipswich,                                 |  |
|                    |              |     |              | Asistencia: 38,010 espectadores Árbitro(s): E. Wallace |  |

| 8 de marzo de 1975 | Carlisle United | 0–1 | Fulham  | Brunton Park, Carlisle,                                 |                                                         |
|                    |                 |     | Barrett | Asistencia: 21,570 espectadores Árbitro(s): Gordon Hill | Asistencia: 21,570 espectadores Árbitro(s): Gordon Hill |

| 8 de marzo de 1975 | Arsenal | 0–2 | West Ham United | Highbury, London,                                       |                                                         |
|                    |         |     | Taylor          | Asistencia: 56,742 espectadores Árbitro(s): K. H. Burns | Asistencia: 56,742 espectadores Árbitro(s): K. H. Burns |

| 8 de marzo de 1975 | Birmingham City | 1–0 | Middlesbrough | St Andrew's, Birmingham,                              |                                                       |
|                    | Hatton          |     |               | Asistencia: 47,260 espectadores Árbitro(s): G. C. Kew | Asistencia: 47,260 espectadores Árbitro(s): G. C. Kew |

Replay
| 11 de marzo de 1975 | Leeds United | 1–1 | Ipswich Town | Elland Road, Leeds,                                    |                                                        |
| 19:30 BST           | McKenzie 90' |     | Johnson 17'  | Asistencia: 50,074 espectadores Árbitro(s): E. Wallace | Asistencia: 50,074 espectadores Árbitro(s): E. Wallace |

Segundo replay
| 25 de marzo de 1975 | Ipswich Town | 0–0 | Leeds United | Filbert Street, Leicester,                              |  |
|                     |              |     |              | Asistencia: 35,195 espectadores Árbitro(s): Jack Taylor |  |

Tercer replay
| 27 de marzo de 1975 | Leeds United   | 2–3 | Ipswich Town               | Filbert Street, Leicester,                              |                                                         |
|                     | Clarke · Giles |     | Hamilton · Whymark · Woods | Asistencia: 19,570 espectadores Árbitro(s): Jack Taylor | Asistencia: 19,570 espectadores Árbitro(s): Jack Taylor |

### Semifinal
| 5 de abril de 1975 | Fulham       | 1–1 | Birmingham City | Hillsborough, Sheffield,                                   |                                                            |
| 15:00              | Mitchell 50' |     | Gallagher       | Asistencia: 54,166 espectadores Árbitro(s): Bob Matthewson | Asistencia: 54,166 espectadores Árbitro(s): Bob Matthewson |

| 5 de abril de 1975 | West Ham United | 0–0 | Ipswich Town | Villa Park, Birmingham,                                  |                                                          |
| 15:00              |                 |     |              | Asistencia: 58,000 espectadores Árbitro(s): Clive Thomas | Asistencia: 58,000 espectadores Árbitro(s): Clive Thomas |

Replays
| 9 de abril de 1975 | Birmingham City | 0–1 (pró.) | Fulham        | Maine Road, Mánchester, |                    |
| 19:30              |                 |            | Mitchell 120' | Árbitro(s): W. Gow      | Árbitro(s): W. Gow |

| 9 de abril de 1975 | Ipswich Town       | 1–2 | West Ham United | Stamford Bridge, Londres,                                |                                                          |
| 19:30              | Jennings 1' (a.g.) |     | A. Taylor       | Asistencia: 45,344 espectadores Árbitro(s): Clive Thomas | Asistencia: 45,344 espectadores Árbitro(s): Clive Thomas |

### Final
| 3 de mayo de 1975 | West Ham United   | 2–0     | Fulham | Wembley, Londres,                                          |                                                            |
| 15:00 BST         | A. Taylor 60' 64' | Reporte |        | Asistencia: 100,000 espectadores Árbitro(s): Pat Partridge | Asistencia: 100,000 espectadores Árbitro(s): Pat Partridge |

Campeón
West Ham United
2° título